# Valeri Movchan
Valeri Ivanovitch Movchan (Валерий Иванович Мовчан), né le 14 juin 1959 à Sordorovo, dans la république du Tadjikistan (URSS) est coureur cycliste soviétique, champion olympique sur piste en 1980.

## Biographie
Les disciplines de la course cycliste sur piste sont fort développées sur le territoire de l'ancienne URSS. L'hiver long, l'état des routes  que le dégel n'épargne pas, et...l'existence de pistes en vélodrome, oriente de nombreux jeunes vers ces activités. Une politique de détection sportive menée par des entraineurs eux-mêmes anciens champions alimente une élite où les places sont comptées. Ainsi Valeri Movchan, qui l'année précédente n'avait pas même participé aux Championnats du monde, est-il incorporé dans l'équipe soviétique pour les Jeux olympiques de Moscou, en 1980. Il participe à la conquête de la médaille d'or en poursuite par équipes par l'équipe de l'URSS.

### Palmarès
- 1980
  -  Champion olympique de poursuite par équipes  (avec Vladimir Osokin, Vitali Petrakov et Viktor Manakov) (Alexandre Krasnov, suppléant)
- 1982
  -  Champion du monde de poursuite par équipes amateurs (avec Konstantin Khrabvzov, Sergeï Nikitenko et Alexandre Krasnov)
  -  Champion d'URSS de poursuite par équipes (avec Konstantin Khrabvzov, Sergeï Nikitenko et Lesnikov)[2]
- 1984
  - 2e de la poursuite par équipes aux Jeux de l'Amitié de Moscou (avec Marat Ganeïev, Vassili Schpundov et Alexandre Krasnov)